# De udstillede
De udstillede er en dansk dokumentarfilm fra 2000 med instruktion af Jesper Jargil efter manuskript af ham selv, Lars von Trier og Niels Vørsel. Filmen er anden del af Jesper Jargils trilogi Troværdighedens rige, der også omfatter De ydmygede (1998) og De lutrede (2002).

## Handling
En sommerfugls lette vingeslag kan ifølge kaos-teorien skabe orkaner. I Lars von Triers udlægning styrer myrer i New Mexico 53 skuespilleres liv i København. Den levende udstilling »Psykomobile # 1: Verdensuret« var en af kulturbyårets visionære satsninger. Over 8 uger udvikledes et intenst psykodrama i Kunstforeningens 19 rum. Med Morten Arnfred som forløsende iscenesætter af verdensurets spilleregler gennemlevede skuespillerne nogle foruroligende måneder. Grænsen mellem det professionelle og det private - mellem fiktion og virkelighed - udviskedes. Således opstod et parallelunivers af menneskelige lidelser og glæder i improviseret, ofte melodramatisk leg og kamp - styret af myrerne på den anden side af jorden. I filmen følger Jesper Jargil på nærmeste hold tilblivelsen af »Verdensuret«.